# Mindre springhöna
Mindre springhöna (Turnix velox) är en fågel i familjen springhöns inom ordningen vadarfåglar. Den förekommer i Australiens inland.

## Utseende och läte
Mindre springhöna (12–16 cm) är en liten och ljus springhöna med ljust öga och tjock näbb. Hanen har mörka fläckar på bröst och flanker, medan honan är mycket mer bjärt färgad men saknar fläckarna. I flykten syns tydlig kontrast mellan mörka vingpennorna och ljust gulaktigt på rygg och vingtäckare. Lätet är ett långsamt, dubbeltonigt "hoot-hoot”.

## Utbredning och systematik
Fågeln förekommer i gräsmark och skog i hela Australien. Den behandlas som monotypisk, det vill säga att den inte delas in i några underarter.

## Levnadssätt
Mindre springhöna förekommer i gräsmarker, vissa år ymnigt förekommande och andra sällsynt. Födan består av gräsfrån, men även i viss mån gröna skott och insekter.

## Status och hot
Arten har ett stort utbredningsområde, men tros minska i antal, dock inte tillräckligt kraftigt för att den ska betraktas som hotad. Internationella naturvårdsunionen IUCN listar därför arten som livskraftig (LC).